# Okrajno sodišče v Slovenski Bistrici
Okrajno sodišče v Slovenski Bistrici je okrajno sodišče Republike Slovenije s sedežem v Slovenski Bistrici, ki spada pod Okrožno sodišče v Mariboru Višjega sodišča v Mariboru. Trenutna predsednica (2007) je Alenka Kikec.